# Jean Grae
Jean Grae, de son vrai nom Tsidi Ibrahim, née le 26 novembre 1976 au Cap, en Afrique du Sud, est une rappeuse américaine. Elle se popularise initialement dans la scène hip-hop underground à New York et rencontre, depuis, un succès international.

## Biographie

### Jeunesse
Jean Grae est née Tsidi Ibrahim au Cap, en Afrique du Sud. Fille des musiciens de jazz sud-africains Sathima Bea Benjamin et Abdullah Ibrahim, elle grandit à New York, où emménagent ses parents juste après sa naissance. Elle étudie la performance vocale à la Fiorello H. LaGuardia High School, puis à l'Université de New York. Elle abandonne après trois semaines de cours,.

### Débuts (1996–1998)
En 1995, Ibrahim est repérée par George Rithm Martinez, lorsque ce dernier la recrute pour une démo de cinq chansons pour son groupe, Ground Zero. Leur démo est un succès critique et le duo remporte le prix de Unsigned Hype au magazine The Source en mars 1996. Elle se joint ensuite à un groupe de hip-hop appelé Natural Resource, aux côtés d'Ocean et le disc jockey James « AGGIE » Barrett. En 1996, ils publient plusieurs singles intitulés Negro League Baseball, Bum Deal, They Lied, Bum Deal (remix), They Lied (remix) et I Love this World, sur leur propre label, Makin' Records. Elle participe également aux singles des artistes de Makin' Records Pumpkinhead et Bad Seed.

### Carrière solo (1998–2004)
Natural Resource se sépare en 1998, année durant laquelle Ibrahim change son nom de scène de What? What? à Jean Grae, inspiré du personnage Jean Grey des X-Men. Sous son nouveau nom de scène, elle publie son premier LP, Attack of the Attacking Things, en 2002, qui suit en 2004 de This Week. Durant sa carrière, elle enregistre avec de nombreux artistes et groupes comme Atmosphere, The Roots, Talib Kweli, The Herbaliser, Da Beatminerz, Phonte, Mr. Len, Masta Ace, Vordul Mega, C-Rayz Walz, Mos Def, Styles P, Pharoahe Monch et Immortal Technique.
Grae compte aussi un album non publié avec le producteur 9th Wonder, de l'ère Little Brother, intitulé Jeanius. Cet album est publié sans autorisation sur Internet, et le travail qui y est prodigué est alors arrêté. Cet album est finalement publié par Zune Live Marketplace deux semaines avant sa publication officielle le 9 juillet 2008. Son rap sur l'album est décrit par Robert Christgau comme « remarquable dans sa rapidité, sa clareté et sa cadence idiomatique. »

### Blacksmith Music (2005–2008)
Anciennement signée au label Babygrande Records, elle signe un contrat en 2005 avec Blacksmith Records de Talib Kweli. Le 28 avril 2008, Grae poste un message sur sa page MySpace disant adieu à ses fans. Elle cite par la suite son mécontentement vis-à-vis de l'industrie musicale et son désir de fonder une famille, mais souhaite malgré tout continuer : « Vous savez quoi ? J'ai besoin de ce Grammy. Je crois que je pourrai arrêter après ça. » En juillet 2008, Talib Kweli poste un message mentionnant la date de sortie de l'album de Grae. Le blog encourage les fans à acheter l'album, citant Grae comme l'« un des vrais derniers MCs féminins qui reste. » Grae revient jouer sur scène la même année.

### Freelance (depuis 2008)
Le 18 septembre 2008, Jean Grae poste une publicité Craigslist offrant ses services,.
Le 23 juin 2011, après trois ans d'inactivité, Grae publie une mixtape gratuite intitulée Cookies or Comas, qui fait participer Styles P., Talib Kweli et Pharoahe Monch ; elle contient aussi le single à succès Assassins de l'album W.A.R. de Monch, et Uh Oh de Gutter Rainbows de Talib Kweli. Elle suit le 2 janvier 2013 par Dust Ruffle contenant plusieurs chansons non publiées entre 2004 et 2010. En 2012, elle annonce un nouvel album intitulé Cake or Death. Grae publie un livre audio intitulé The State of Eh, en janvier 2014.

## Discographie

### Albums studio
- 2002 : Attack of the Attacking Things
- 2004 : This Week
- 2007 : The Orchestral Files
- 2008 : Jeanius (avec 9th Wonder)
- 2008 : The Evil Jeanius (avec Blue Sky Black Death)
- 2013 : Dust Ruffle
- 2013 : Gotham Down

### EPs
- 2003 : The Bootleg of the Bootleg EP
- 2013 : Gotham Down: Cycle 1: Love In Infinity (Lo-Fi)
- 2013 : Gotham Down: Cycle II: Leviathan
- 2013 : Gotham Down: Cycle 3: The Artemis Epoch
- 2014 : jeannie.
- 2014 : That's Not How You Do That: An Instructional Album for Adults
- 2015 : iSweatergawd
- 2015 : Saix

### Mixtape
- 2011 : Cookies or Comas